# NGC 4756
NGC 4756 is een elliptisch sterrenstelsel in het sterrenbeeld Raaf. Het hemelobject werd op 8 februari 1785 ontdekt door de Duits-Britse astronoom William Herschel.

## Synoniemen
- MCG -2-33-39
- DRCG 25-59
- PGC 43725